# Prochrysochloris miocaenicus
La procrisocloride (Prochrysochloris miocaenicus) è un mammifero estinto, appartenente ai crisocloridi. Visse nel Miocene inferiore (circa 20 - 16 milioni di anni fa) e i suoi resti fossili sono stati ritrovati in Africa.

## Descrizione
Questo animale doveva assomigliare molto a un'odierna talpa dorata africana, sia come aspetto che come dimensioni. Come le forme attuali, Prochrysochloris possedeva un cranio a forma di goccia, assottigliato anteriormente e rigonfio posteriormente. La dentatura era zalambdodonte, e i molari superiori erano privi di metaconi. Prochrysochloris era dotato di dieci denti in ogni ramo mascellare e mandibolare, e si differenziava dalle attuali talpe dorate per la presenza di protoconi più prominenti e di talonidi più grandi. La fossa temporale non mostrava placche lambdoidi ipertrofiche come in Chrysospalax, e non esisteva alcun solco per un'incudine enorme come in Chrysochloris stuhlmanni. Prochrysochloris possedeva inoltre chiare suture tra le ossa nasali, mascellari e frontali, a dimostrazione di un'incursione posteriore della mascella nel mosaico orbitale. 

## Classificazione
Prochrysochloris miocaenicus venne descritto per la prima volta nel 1957 da Butler e Hopwood, sulla base di resti fossili ritrovati in Kenya, in terreni risalenti al Miocene inferiore. Nel 1984 lo stesso Butler ebbe modo di esaminare ulteriori resti e ritenne di poter ascrivere il genere Prochrysochloris a una nuova sottofamiglia di crisocloridi, Prochrysochlorinae. Resti attribuiti con qualche dubbio al genere Prochrysochloris sono stati descritti qualche anno più tardi e provengono dal Miocene medio della Namibia.